# Graphoderus bilineatus
Graphoderus bilineatus је инсект из реда тврдокрилаца (Coleoptera) и породице гњураца (Dytiscidae).

## Распрострањење
Ареал врсте Graphoderus bilineatus обухвата већи број држава. 
Врста је присутна у Русији, Норвешкој, Пољској, Немачкој, Италији, Србији, Мађарској, Украјини, Финској, Данској, Босни и Херцеговини, Француској, Холандији, Црној Гори, Луксембургу, Летонији, Словачкој, Чешкој, Аустрији, Туркменистану, Белгији и Уједињеном Краљевству.

## Станиште
Станиште врсте су слатководна подручја.

## Угроженост
Ова врста се сматра рањивом у погледу угрожености врсте од изумирања.